# KIKKAWA KOJI 25th ANNIVERSARY LIVE FILM COLLECTION 『LIVE＝LIFE』
『KIKKAWA KOJI 25th ANNIVERSARY LIVE FILM COLLECTION 『LIVE＝LIFE』"』（きっかわこうじ・トゥエンティフィフス・アニヴァーサリー・ライブ・フィルム・ コレクション『ライブ=ライフ』）は、吉川晃司が2009年12月23日にリリースしたDVDのBOX・セット。規格番号は、UMBF-9501/14。

## 概要
デビュー25周年を記念して、初DVD化となる1984年発売『KIKKAWA KOJI '84 FLYING PARACHUTE TOUR』〜2000年発売「HOT ROD MAN LIVE」までに発売されたライブ映像10作品と、今回初商品化となる4作品、計14作品をボックスセットにしてに発売し、完全初回限定盤として2009年10月31日にまで予約を受け付けた。
内容は、DVD14枚、ブックレット、豪華スペシャルBOX仕様。収納されているBOXにはシリアル・ナンバーを刻印されている。
当BOX発売を記念して、吉川のファンクラブでは「ファンクラブ限定仕様」BOXを発売。上記14作品に加え、ファンクラブ限定で発売されたライブ・ビデオ「Withxxx」「SOLID SOUL 2001」「withxxxⅡ」の3作を加えた計17作品のBOXを発売した。
豪華スペシャルBOXの大きさは、ファンクラブ向の17作品を入れるBOXの大きさに合わせて作られている為、一般向のBOXにはその3作分の空き部分を埋める為、3作分DVDケースと同じ大きさの黒い箱が収められている。一般向のBOXの文字は銀色、ファンクラブ向のBOXの文字は金色、と異なっている。
ブックレットは一般仕様とファンクラブ限定仕様は同じものが収載されており、ファンクラブ追加分のDVD3作品の解説の記載は無く、3作品に限り解説がDVDジャケットに記載。購入出来なかった購入希望者からの多数のリクエストに答え、『追加生産仕様』で2010年2月7日迄予約を受付。3月31日に追加販売された。追加生産仕様は収納BOXが簡易なものに変わり、シリアル・ナンバーの刻印は無い。

## 収録作品

### 《初DVD化作品》(10作品)
1. KIKKAWA KOJI '84 FLYING PARACHUTE TOUR（1984年8月1日）
2. '85吉川晃司 LIVE for Rock feeling Kids in BUDOKAN（1985年3月21日）
3. '85 JAPAN TOUR FINAL IN 東京昭和記念公園（1985年12月16日）
4. DRASTIC MODERN TIME Tour Tokyo 8 Days Live（1987年3月5日）
5. ZERO -KIKKAWA KOJI HI-VISION LIVE WORLD '88（1988年9月10日）
6. Lunatic LUNACY（1991年10月25日）
7. SHYNESS OVERDRIVE 1992（1993年4月21日）
8. CONCERT TOUR 1994 My Dear Cloudy Heart（1994年9月26日）
9. LIVE GOLDEN YEARS EXPANDED 0015 GIGANTIC 2DAYS LIVE Vol.1 & 2（1998年6月10日）
10. HOT ROD MAN LIVE（2000年4月26日）

### 《初作品化》(4作品)
1. 仮説!吉川晃司 '86
  - 1985年12月27日に開催、大阪城ホール公演（追加公演、ツアー最終日）を、以前一部地域のみでテレビ放送された映像を商品化。
2. '87 BIG ONE NIGHT
  - 1987年8月9日に開催、国営昭和記念公園での一夜限りのスペシャル・ライブの映像。今回10年以上所在不明だったこの映像が発見され、商品化。
3. 1991 LAST SPECIAL EVENT ROLLING VOICE
  - 1991年12月、日本武道館2日間と大阪城ホール、計3本のみ開催スペシャルライブより、日本武道館公演の模様を収録。
4. CONCERT TOUR '96～'97 BEAT∞SPEED
  - 1996年から1997年にかけて開催のツアー「KOJI KIKKAWA CONCERT TOUR 1996-1997 "BEAT∞SPEED"」の、1997年2月8日、ツアー最終日に行なわれた日本武道館公演（"BEAT∞SPEED"FINAL）の模様を収録。

### 《ファンクラブ向け仕様のみ収録》(3作品)
1. Withxxx
  - 1999年開催ツアー「KOJI KIKKAWA CONCERT TOUR 1999 "HOT ROD MAN"」1999年10月29日、ツアー最終日に行なわれた東京国際フォーラム ホールA公演（"HOT ROD MAN"FINAL）よりメドレーで演奏された7曲と、ツアーのドキュメント映像を収録。
2. SOLID SOUL 2001
  - 2001年開催ツアー「KOJI KIKKAWA CONCERT TOUR 2001 "SOLID SOUL"」2001年3月31日・4月1日の渋谷公会堂公演、4月20日・21日のSHIBUYA-AX公演の模様を収録。
3. Withxxx II SAIPAN CIRCUS
  - 2002年7月7日開催、NHKホールでのスペシャル・ライブ「吉川晃司 vs KOJI KIKKAWA LIVE Propaganda 2002」。
  - 2002年12月21日開催、Zepp Tokyoでのクリスマススペシャル・ライブ「KOJI KIKKAWA X'mas Carol Drive 2002」。
  - 2003年1月24日から28日に開催のファンクラブ会員限定サイパンツアー内、マリーナ・サーキットでのライブ「SAIPAN CIRCUS」の、3公演より厳選したライブ映像を収録。